# Stazione di Byōbugaura
La stazione di Byōbugaura (屏風浦駅?, Byōbugaura-eki) è una stazione ferroviaria di Yokohama, città della prefettura di Kanagawa. Si trova nel quartiere di Isogo-ku, ed è servita dalla linea principale delle Ferrovie Keikyū.

## Linee
Ferrovie Keikyū
● Linea Keikyū principale

## Struttura
La stazione è costituita da due marciapiedi laterali che possono accogliere treni fino a 6 carrozze, con due binari passanti in viadotto. Il fabbricato viaggiatori, posto sotto al viadotto, contiene biglietteria, servizi igienici e alcune attività commerciali.
| 1 | ● Linea Keikyū principale | per Kanazawa-Bunko, Yokosuka-Chūō, Uraga e Misaki-Sanguchi                                   |
| 2 | ● Linea Keikyū principale | per Yokohama, Keikyū Kawasaki, Keikyū Kamata,per Haneda Aeroporto, Shinagawa e linea Asakusa |

## Stazioni adiacenti
| «                       | Servizio                                      | »                       |
| Linea Keikyū principale | Linea Keikyū principale                       | Linea Keikyū principale |
| ----------------------- | --------------------------------------------- | ----------------------- |
| Kami-Ōoka               | Locale                                        | Sugita                  |
| Transito                | Espresso Aeroporto Espresso Limitato          | Transito                |
| Transito                | Esp. Lim. Rapido verde Esp. Lim. Rapido viola | Transito                |
| Transito                | Keikyū Wing                                   | Transito                |